# Jubiläumskreuz für Offiziere und Unteroffiziere des k.u.k. Infanterie-Regiments Nr. 62

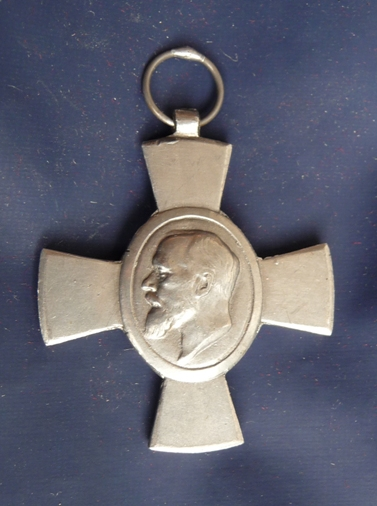
Vorderseite

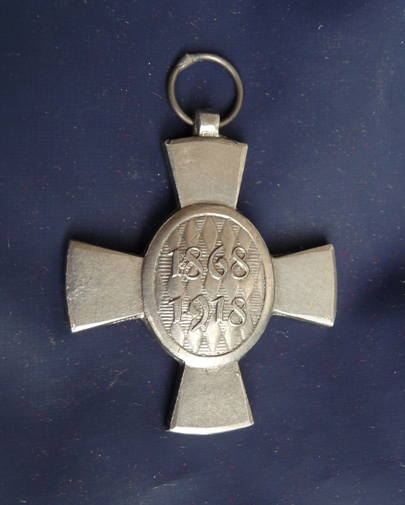
Rückseite

Das Jubiläumskreuz für Offiziere und Unteroffiziere des k.u.k. Infanterie-Regiments Nr. 62 „Ludwig III. König von Bayern“ war eine Erinnerungsgabe des bayerischen Königs Ludwig III. an die Offiziere und Unteroffiziere des k.u.k. Infanterie-Regiments Nr. 62, das seinen Namen trug und dessen Regimentsinhaber er war.

## Geschichte
Das Jubiläumskreuz wurde im April 1918 aus Anlass des 50-jährigen Jubiläums Ludwigs III. als Regimentsinhaber des k.u.k. Infanterie-Regiments Nr. 62 für die Offiziere und Unteroffiziere dieser Einheit gestiftet. Das zur Armee Österreich-Ungarns gehörende Regiment war ursprünglich in den Städten Klausenburg (Stab, II. Bataillon, III. Bataillon),  Vlasenica (I. Bataillon) und Marosvásárhely (IV. Bataillon) stationiert.
Das Jubiläumskreuz wurde in 350 Exemplaren verliehen.

## Aussehen
Das Jubiläumskreuz bestand aus Eisen, die Maße betragen: Gesamthöhe 42 mm, Gesamtbreite 39 mm; Höhe des Mittelschildes 23 mm, Breite des es Mittelschildes 20 mm. Der Entwurf für das Jubiläumskreuz stammt von Bernhard Bleeker; der Stempel von Alois Börsch. In seiner Gestaltung entsprach das Jubiläumskreuz weitgehend dem König Ludwig-Kreuz vom 7. Januar 1916, zeigte also auf der Vorderseite das Porträt des Königs und auf der Rückseite die bayerischen Rauten mit einer zweizeiligen Inschrift. Beim Jubiläumskreuz lautete diese: 1868 / 1918 Die ausgegebenen Exemplare des Jubiläumskreuzes sind schwarz gebeizt; allerdings existieren zeitgenössische nicht probemäßige Kreuze aus Silber. 
Das Band ist hellblau geviertelt mit zwei weißen Streifen. 